# Intranet nazionale
Una intranet nazionale è una rete separata dall'Internet globale basata su protocollo Internet gestita da uno stato nazione come sostituto nazionale per l'Internet globale, con l'obiettivo di controllare e monitorare le comunicazioni dei suoi abitanti, oltre a limitare il loro accesso ai media esterni. Vengono usati altri nomi, come l'uso del termine "internet halal" nei paesi islamici.
Tali reti generalmente hanno accesso a media controllati dallo stato e alternative nazionali ai servizi Internet gestiti da stranieri: motori di ricerca, webmail e così via.
La rete Kwangmyong della Corea del Nord, risalente al 2000, è la più nota di questo tipo di rete. Cuba e Myanmar utilizzano anche un sistema di rete simile, separato dal resto di Internet.
Nell'aprile 2011, un alto funzionario iraniano, Ali Agha-Mohammadi, annunciò i piani del governo di lanciare il proprio "internet halal", che si conformerebbe ai valori islamici e fornirà servizi "appropriati". La creazione di una tale rete, simile all'esempio nordcoreano, impedirebbe che informazioni indesiderate dall'esterno dell'Iran entrino nel sistema chiuso. Il muro iraniano avrebbe un proprio servizio di posta elettronica localizzato e un motore di ricerca.